# Partido judicial de Vitigudino

Escudo de la villa de Vitigudino, cabeza del partido.

El partido judicial de Vitigudino es uno de los cinco  partidos judiciales de la provincia de Salamanca, en Castilla y León, España. 
Se sitúa en el noroeste de la provincia y es el partido judicial n.º 3 de la provincia de Salamanca. Su cabecera es Vitigudino.

## Municipios
| Ahigal de los Aceiteros | Ahigal de Villarino         | Aldeadávila de la Ribera | Almendra                       |
| Bañobárez               | Barceo                      | Barruecopardo            | Bermellar                      |
| Bogajo                  | Brincones                   | Cabeza del Caballo       | Cerezal de Peñahorcada         |
| Cerralbo                | Cipérez                     | El Cubo de Don Sancho    | Encinasola de los Comendadores |
| Espadaña                | La Fregeneda                | Fuenteliante             | Guadramiro                     |
| Hinojosa de Duero       | Iruelos                     | Lumbrales                | Masueco                        |
| Mieza                   | El Milano                   | Moronta                  | Olmedo de Camaces              |
| La Peña                 | Peralejos de Abajo          | Peralejos de Arriba      | Pereña de la Ribera            |
| Pozos de Hinojo         | Puertas                     | La Redonda               | Saldeana                       |
| Sanchón de la Ribera    | San Felices de los Gallegos | Saucelle                 | Sobradillo                     |
| Trabanca                | Tremedal de Tormes          | Valderrodrigo            | Valsalabroso                   |
| La Vídola               | Villar de Peralonso         | Villar de Samaniego      | Villares de Yeltes             |
| Villarino de los Aires  | Villarmuerto                | Villasbuenas             | Villavieja de Yeltes           |
| Vilvestre               | Vitigudino                  | Yecla de Yeltes          | La Zarza de Pumareda           |